# Ершовас, Артурас
Артурас Ершовас (лит. Artūras Jeršovas; 10 июля 1986, Вильнюс, СССР) — литовский футболист, выступавший на позиции нападающего. Сыграл один матч за сборную Литвы.

## Биография

### Клубная карьера
Дебютировал на профессиональном уровне в 2004 году в составе клуба «Вильнюс» и в свой первый сезон в высшей лиге провёл 9 матчей и забил 1 гол. В 2007 году выступал за клуб «Интерас», за который сыграл 19 матчей и забил 2 гола, но по итогам сезона занял с командой последнее место в лиге. Сезон 2008 начал в составе клуба «Каунас», но в его составе провёл лишь 1 матч и по ходу сезона перешёл в «Шилуте», с которым во второй раз подряд занял последнее место в высшей лиге и вылетел в первый дивизион, который выиграл сезон спустя. Перед началом сезона 2010 Ершовас подписал контракт с клубом «Жальгирис», в составе которого прошёл лучший этап его карьеры. В 2010 году он провёл за команду 26 матчей и забил 11 голов, заняв четвёртое место в списке лучших бомбардиров чемпионата, а его клуб занял третье место в лиге. В 2011 году забил 6 голов и стал серебряным призёром чемпионата. В 2012 году перешёл в «Шяуляй», в составе которого провёл две игры. В том же году принял решение завершить игровую карьеру.

### Карьера в сборной
Единственный матч за сборную Литвы провёл 17 ноября 2010 года, появившись на замену на 81-й минуте товарищеского матча со сборной Венгрии.